# Carmen (banda)
Carmen (entre 1998 y 2004 Carmen Virus) es un grupo musical de rock español surgido en 1998 y formado por Carmen García (vocalista) y Andreas Bräunig (guitarrista) y nacido en la ciudad de Barcelona. Su estilo se caracteriza por un sonido rock con influencias británicas y unas letras con carácter existencialista.

## Precedentes
Antes de la formación de la banda, los componentes habían tenido trayectorias personales en diferentes formaciones musicales. Carmen García (Barcelona), hermana del también cantante Manolo García, fue vocalista del grupo Evo durante los primeros años de la década de los años 1980. Actuó por diferentes lugares de la geografía catalana llegando a tocar en el festival Rock de Lluna en junio de 1981, acontecimiento donde se conocieron Manolo García y Quimi Portet. Además, fue productora ejecutiva de la discográfica Perro Records, donde colaboró en discos como La rebelión de los hombres rana de El Último de la Fila o Hoquei sobre pedres de Quimi Portet.
Por su parte, Andreas Bräunig, de origen alemán, pasó su juventud en diferentes bandas alemanas de rock de escasa repercusión hasta que grabó un álbum en solitario (Dawdlefly) con el que salió de gira por diferentes países europeos. Fue en su paso por España donde conoció a Carmen y surgió el grupo.

## Trayectoria

### Carmen Virus: Los primeros álbumes
En 1998, bajo el nombre de Carmen Virus graban su primer álbum como grupo. El disco se llamó Espíritu ansioso y fue producido por Vale Music. Contenía 12 canciones vocales y una instrumental, producidas por el propio Andreas. La banda se decantó por un sonido pop rock intenso y animado, en el que destacan temas como Qué más da o Día tonto que además fueron los sencillos extraídos del álbum. El disco fue presentado en directo en una gira de conciertos dentro del territorio español.
El segundo disco del grupo llegó en 2001 bajo el nombre de Llévame. La grabación y producción del álbum se realizó entre España y Alemania a cargo del productor Pep Sala para Perro Records; además, contó con la colaboración de Eugenio Ortiz "Uge", ex componente de Extremoduro y Clandestinos, como músico y compositor de algunos temas. El disco siguió un camino continuista con el anterior en cuanto a sonido y contiene 13 canciones, una de ellas instrumental. Los sencillos extraídos en esta ocasión fueron Nada que hablar y Vida mía, tema compuesto por "Uge" que más adelante también grabó con Clandestinos para su álbum Que cada palo aguante su vela bajo el nombre de Ay ay vida mía. Como en la anterior ocasión, el grupo presentó sus temas en directo en una gira por España.

### Carmen: Nueva etapa
A finales de 2004 el grupo varió su nombre, llamándose simplemente Carmen. Dicho cambio no vino acompañado de un estilo musical diferente, ya que en diciembre de ese mismo año sale a la venta Carmen, un mini-CD de tan solo 6 temas con el estilo que caracteriza al grupo, en el que contó con las colaboraciones de "Uge", Rafael Puerto y Quimi Portet. En esta ocasión, no se extrajeron singles del álbum ni se presentó en directo. En otro orden, Carmen García colaboró en el álbum Para que no se duerman mis sentidos de Manolo García, realizando la segunda voz a los temas Niña Candela y En una playa calma.
En 2005, Manolo García, hermano de la vocalista del grupo, ofreció al grupo Carmen la ocasión de telonear los conciertos del cantante catalán. Dicha oportunidad fue muy importante para el dúo, que así tuvo la ocasión de hacer llegar su música a los muchos seguidores que acudieron a los conciertos de Manolo.
El grupo tiene previsto en septiembre de 2007 sacar su nuevo álbum ¿Escapas o solo caminas?, del que ya han adelantado en su página web su primer sencillo: Rueda que irás muy lejos, en la que colabora Manolo García realizando la segunda voz del tema.

## Obra

### Discografía
Como "Carmen Virus":
- Espíritu ansioso (Vale Music, 1998)
- Llévame (Perro Records, 2001)

Como "Carmen":
- Carmen (Perro Records, 2004)
- ¿Escapas o solo caminas? (Perro Records, 2007)

### Sencillos
De "Espíritu ansioso":
- «Qué más da» (Vale Music, 1999)
- «Día tonto» (Vale Music, 1999)

De "Llévame":
- «Nada que hablar» (Perro Records, 2001)
- «Vida mía» (Perro Records, 2001)

De "¿Escapas o solo camianas?":
- «Rueda que irás muy lejos» (Perro Records, 2007)

### Colaboraciones
- Para que no se duerman mis sentidos (BMG, 2004) - Carmen García realiza la segunda voz en los temas «Niña Candela» y «En una playa calma».